# Marotia
Marotia est une île de Madagascar située dans le Nord-Ouest du pays, à l'ouest de Mahajanga, sur le territoire de la commune de Soalala, dans la baie de Baly. C'est un des premiers lieux de débarquement d'immigrés arabes[réf. nécessaire].